# Гарсиа Вильяс, Марианелла
Марианелла Гарсия Вильяс (исп. Marianella García Villas; 7 августа 1948 — 13 марта 1983) — сальвадорская правозащитница, адвокат и общественно-политическая деятельница, работавшая в Законодательной ассамблее Сальвадора с 1974 по 1976 год, а затем основавшая первую независимую комиссию по правам человека в стране. После государственного переворота 1979 года, приведшего к формированию в стране военной хунты, она начала документировать нарушения прав человека в Сальвадоре, помогая семьям сообщать об исчезновениях и тюремных заключениях своих родственников. Из-за угроз в свой адрес и в связи с растущими нарушениями прав человек в государстве Гарсия передала свои документы в Комиссию по правам человека ООН, чем привлекла международное внимание к ситуации внутри её страны. Она была убита членами Вооружённых сил Сальвадора в 1983 году и посмертно награждена премией Бруно Крайского за заслуги в области прав человека.

## Ранняя биография
Марианелла Гарсия Вильяс родилась 7 августа 1948 года в Сан-Сальвадоре, столице Сальвадора, в зажиточной семье. Её отправили в Барселону для завершения начального и среднего образования, а затем она вернулась на родину и поступила в Сальвадорский университет, где изучала право. Во время учёбы там она стала членом католической молодёжной организации университета. Гарсия Вильяс закончила учёбу, получив диплом юриста в 1969 году.

## Карьера
В 1974 году Гарсия была избрана депутатом парламента в качестве представителя Христианско-демократической партии и была единственной женщиной, работавшей в Законодательной ассамблеи Сальвадора с 1974 по 1976 год. В 1978 году она основала первую в стране Комиссию по правам человека (исп. Comisión de Derechos Humanos de El Salvador (CDHES)), которая документировала участившиеся нарушения прав человека и число задержанных и исчезнувших политических заключённых в стране. Организация была независима от правительственного контроля, и Гарсия, как её президент, делила руководство организацией с Роберто Куэльяром, управлявшим ассоциацией юридической помощи. Она активно контактировала с семьями, ищущими информацию о своих родственниках. Поскольку она вела подробный учёт заключённых, профсоюзных работников и членов церкви, которые находились под наблюдением правительства, а также посещала тюрьмы, она могла помочь этим семьям, которые остро нуждались в информации о своих родственниках.

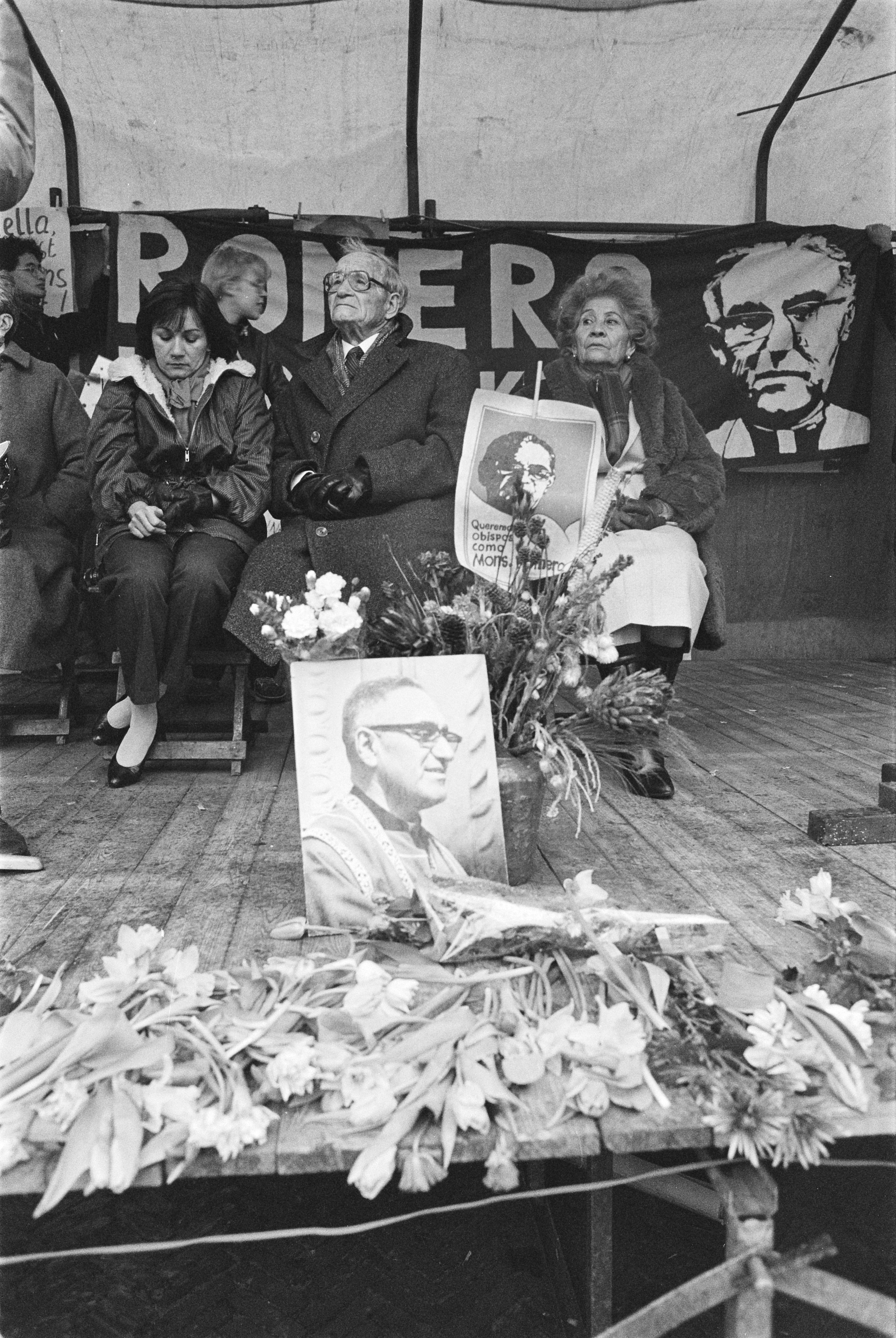
Церемония памяти Оскара Ромеро. За портретом архиепископа сидят родители и сестра Марианеллы Гарсиа Вильямс. Гаага, 24 марта 1984.

Несмотря на обвинения в «политической мотивации», Гарсия и её коллеги могли делать фотографии жертв политических преследований. Эта документация содержала как визуальные отчёты о зверствах, так и архивы для семей, ищущих родственников. Она также делилась информацией о нарушениях прав человека в еженедельных репортажах с архиепископом Оскаром Ромеро, который осуждал виновных в этих преступлениях и террор в еженедельных проповедях и в радиопрограмме, транслируемой иезуитами. В 1980 году из-за идеологических разногласий с Христианско-демократической партией, которая поддерживала военную хунту, приведшую к гражданской войне в Сальвадоре, она вышла из партии. Почти с самого начала деятельности Комиссии по правам человека Гарсия начал получать угрозы. Её автомобиль был изрешечён пулемётными пулями в апреле 1979 года, а 13 марта 1980 года её офис был взорван. 10 дней спустя архиепископ Ромеро был убит во время мессы . Той же осенью Гарсия отправилась в Женеву и встретилась там с Тео ван Бовеном, главой отдела Организации Объединённых Наций по правам человека.
Под непрекращающимися угрозами в свой адрес Гарсия перевезла офисы Комиссии по правам человека в Мехико и продолжила свой международную деятельность по призыву об оказании помощи в деле прекращения нарушений прав человека в её стране. В период с октября 1979 года по декабрь 1982 года в архивах Гарсии было зафиксировано 3200 насильственных исчезновений, 43 337 убийств и более 700 случаев тюремного заключения политических диссидентов. Она вернулась в Сальвадор в феврале 1983 года, чтобы задокументировать фотоматериалами эти злоупотребления и попытаться собрать доказательства применения химического оружия Вооружёнными силами Сальвадора для Комиссии ООН по правам человека. Она была схвачена 13 марта в гасиенде Ла Бермуда, в Сучитото, и доставлена в расположенное неподалёку военное училище, где подверглась пыткам. В военных донесениях указывалось, что они захватили в плен одного партизана.

## Смерть и признание
Гарсия был казнена 13 или 14 марта 1983 года. Она была посмертно награждена премией Бруно Крайского за заслуги в области прав человека в 1984 году. Гарсия получила признание во всём мире за свою приверженность правам человека. В 2013 году состоялся семинар «30 лет спустя после Марианеллы Гарсии Вильяс — что теперь, Сальвадор?», который был организован в Осло фондом Фритт Орд для обсуждения успехов, достигнутых в Сальвадоре с того времени, как Гарсия довела ситуацию с нарушением прав человека в её стране до сведения международного сообщества. В 2014 году была опубликована её биография Avvocata dei poveri, difensore degli oppressi, voce dei perseguitati e degli scomparsi (автор Ансельмо Палини) о жизни и наследии Гарсии. В 2015 году её захоронение было обнаружено на главном кладбище Сан-Сальвадора.